# West Farms Square–Avenida East Tremont (línea White Plains Road)
West Farms Square–Avenida East Tremont es una estación en la línea White Plains Road del Metro de Nueva York de la división A del Interborough Rapid Transit Company (IRT). La estación se encuentra localizada en West Farms, Bronx entre la Avenida East Tremont y Boston Road. Los trenes del servicio  se detienen las 24 horas, mientras que los del servicio  sólo se detienen en hora pico.